# Manuel Fernández de los Senderos
Manuel Fernández de los Senderos (Cádiz, 5 de julio de 1797 - Sevilla 12 de junio de 1860) fue militar español. Nombrado miembro de la Real Academia de Ciencias Exactas, Físicas y Naturales.
Siendo comandante profesor de la Academia de Artillería en 1852 publica Elementos de Artillería, un libro de referencia que sería empleada como libro de texto durante muchos años en la Academia de Artillería de Segovia.
Nombrado vicepresidente de la comisión encargada de formar el Mapa de España. Caballero de Cruz y Placa de la Orden de San Hermenegildo y Comendador de la de Isabel la Católica.